# Martin Lejeune (Journalist)

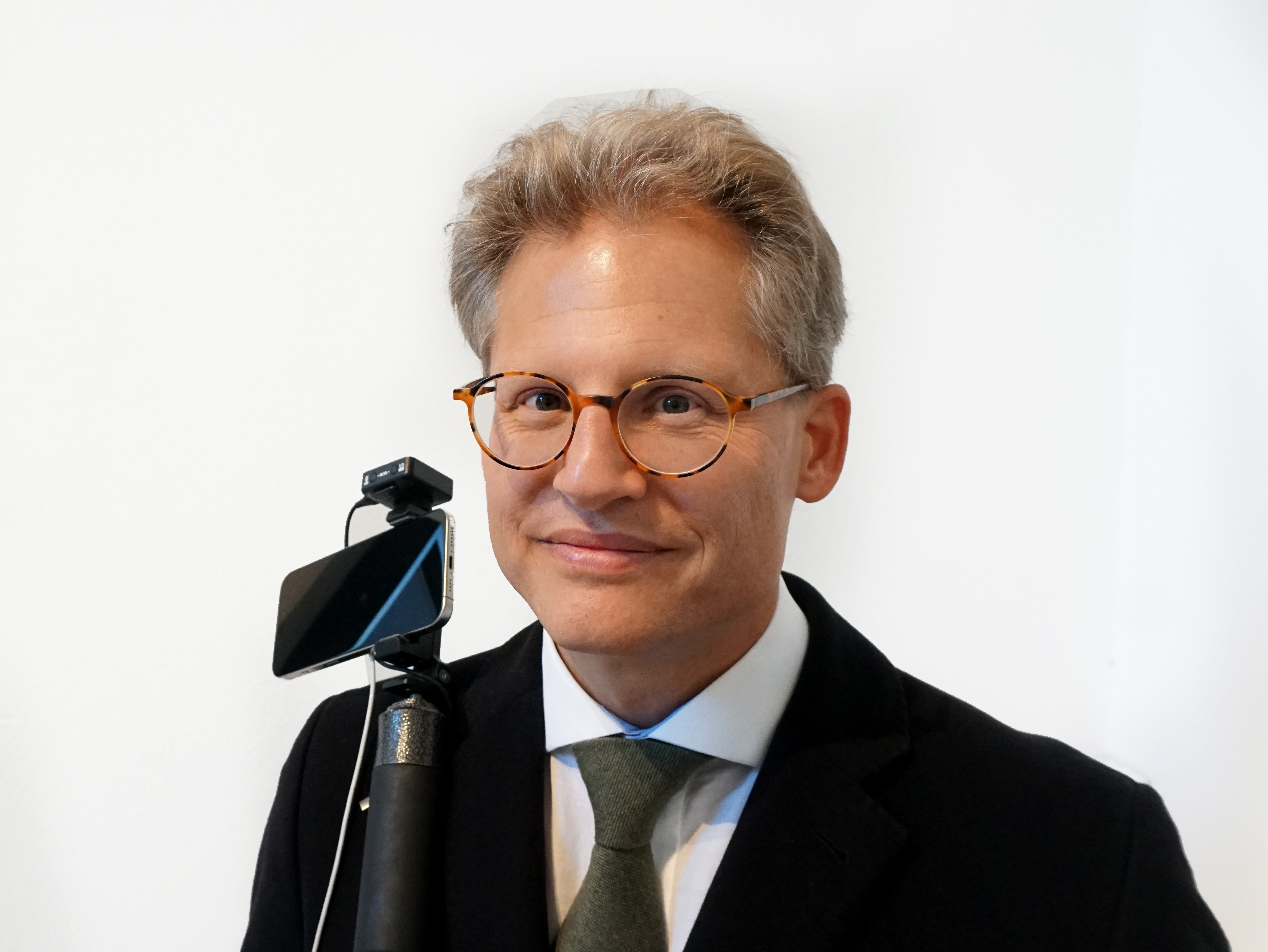
Martin Lejeune (2024)

Martin Lejeune (* 27. Juli 1980 in Hannover) ist ein deutscher Journalist, Fotograf und früherer politischer Aktivist.

## Biografie
Lejeune wuchs in Nürnberg und Bielefeld auf. Die Allgemeine Hochschulreife erwarb er auf dem Zweiten Bildungsweg. Von 2004 an studierte er Politikwissenschaft am Otto-Suhr-Institut der Freien Universität Berlin. Bis Ende 2017 hatte er das Studium nicht abgeschlossen. Anfang Juli 2016 konvertierte Lejeune zum sunnitischen Islam.

## Journalismus
Seit 2007 ist Lejeune als freier Journalist und Fotograf tätig. Seine Berichte wurden meist von der Tageszeitung Neues Deutschland veröffentlicht, unter anderem ein Interview mit dem ehemaligen Generalstaatsanwalt des Staates Israel, Gabriel Bach, über Adolf Eichmann, die Organisation des Holocaust und den Prozess in Jerusalem anlässlich des 65. Jahrestages der Wannsee-Konferenz, aber auch von der „Frankfurter Allgemeinen Zeitung“, für die Lejeune aus Moskau berichtete und die u. a. Lejeunes Interview mit Vera Politkowskaja, Tochter der ermordeten oppositionellen Publizistin und Putin-Gegnerin Anna Politkowskaja, veröffentlichte, sowie von der jungen Welt und der taz – die tageszeitung. 2017 berichtete Lejeune für die türkische Nachrichtenagentur Anadolu aus dem Sultanat Oman.
Als Pressefotograf berichtete Lejeune für den Fotodienst der Deutschen Presse-Agentur – dpa und für die Fotoagentur Picture Alliance. Derzeit arbeitet Lejeune als freier Journalist und berichtet unter anderem für die „Nürnberger Nachrichten“. Für das Nachrichtenportal t-online ist Lejeune als Videojournalist tätig. Zuletzt berichtete er für t-online von der Eröffnung des Strafprozesses gegen den „Mönch von Lützerath“.

### NSU-Prozess 2013
Zu Beginn des NSU-Prozesses legte Lejeune während der Kontroverse um die Journalisten-Akkreditierung Verfassungsbeschwerde ein, nachdem er seine Akkreditierung im Wiederholungsverfahren verloren hatte. Das Bundesverfassungsgericht wies die Beschwerde als unbegründet zurück. Dennoch wurde Lejeune erneut vom Oberlandesgericht München als Pressevertreter akkreditiert und berichtete regelmäßig für die „Deutsche Welle“ aus dem NSU-Prozess in München und aus den parlamentarischen Ausschüssen, die parallel zum Prozess stattfanden.

### Enthüllung Kündigung der Konten des Compact-Magazins 2024
Im März 2024 enthüllte Lejeune, dass die Mittelbrandenburgische Sparkasse in Potsdam dem rechtsextremistischen Compact-Magazin sämtliche Geschäftskonten gekündigt hatte.

### Arabischer Frühling 2011
Während des Arabischen Frühlings berichtete Lejeune als Kriegskorrespondent für mehrere Tageszeitungen aus den Ländern des Arabischen Frühlings. 2011 begleitete Lejeune die aufständischen Kämpfer der Opposition gegen die Regierungstruppen des diktatorischen Herrschers Muammar al-Gaddafi. In einer Reportage aus dem eroberten Anwesen von Hamza Tuhami, al-Gaddafis Sprecher im Staatsfernsehen, berichtete Lejeune, wie Milizionäre einige Söldner aus Afrika misshandelten.
In Bahrain berichtete Lejeune 2011 von den Protesten der Opposition gegen das Königshaus von Bahrain auf dem Perlenplatz in der Hauptstadt Manama.
Lejeune reiste 2012 in den Jemen, während seiner Anwesenheit veröffentlichte er in der Tageszeitung „Der Standard“ in Wien ein Interview mit der Friedensnobelpreisträgerin Tawakkol Karman, die den Aufstand gegen den damaligen Präsidenten Ali Abdullah Saleh mitanführte.
2013 reiste Lejeune nach Syrien und berichtete aus der eingekesselten Stadt Homs, wo er mit dem vertriebenen Priester Franz Von der Lecht, Leiter des Klosters in al-Kussair, sprach. Als Kriegsfotograf publizierte Lejeune Fotos u. a. in The „New York Review of Books“ für einen Essay des Autors Kenneth Roth.
2014 berichtete Lejeune aus dem Gaza-Streifen u.a für „Die Wochenzeitung“ in Zürich.

### Erdbeben in der Türkei 2023
2023 berichtete Lejeune wochenlang in 144 Video-Reportagen für die Streaming-Plattform YouTube aus den durch mehrere Erbeben zerstörten Regionen in der Türkei. Zum Beispiel begleitete Lejeune den kurdischen Unternehmer Ibrahim Kalender aus Hamburg bei der Verteilung von Hilfsgütern in den schwer zugänglichen verschneiten Bergen der kurdischen Provinz Adıyaman, in die staatliche Hilfe nur zögerlich gelangte.

### Virales Video vom „Mönch von Lützerath“
Lejeunes Video von dem „Mönch von Lützerath“, der Polizisten während der monatelangen Proteste gegen die Räumung eines Dorfes in den Schlamm schubste, ging weltweit viral. Das Deutsche Architekturmuseum in Frankfurt am Main zeigte von 2023 bis 2024 Auszüge aus Lejeunes Video in der Sonderausstellung „Protest/Architektur: Barrikaden, Camps, Sekundenkleber“.

### Flutkatastrophe im Ahrtal 2021
Seit dem Sommer 2021 berichtet Lejeune in bisher 347 Video-Reportagen von der Flutkatastrophe im Ahrtal. Das Nachrichten-Portal t-online schreibt über Lejeunes Berichterstattung aus dem Ahrtal: „Er lebt seit dem 19. Juli im Flutgebiet“ und berichte „jetzt in Videos von Flutopfern und Fluthelfern, bei denen Corona nicht das vorherrschende Thema ist. Das sind Menschen, die mehr Aufmerksamkeit bekommen sollten, Menschen, für die Lejeune jetzt sein Herz entdeckt hat.“

### Obachlosen-Hilfe in Berlin 2021
2021 berichte Lejeune in einer Video-Reportage auf der Streaming-Plattform YouTube über die Obachlosen-Hilfe in Berlin. Mitglieder des gemeinnützigen Vereins „Polizisten für Obdachlose Berlin“ halfen obdachlosen Menschen durch den Corona-Winter 2021/22 zu kommen. Bei einer Benefiz-Veranstaltung auf dem Alexanderplatz interviewte Lejeune den Musiker Frank Zander und die Regierende Bürgermeisterin von Berlin, Franziska Giffey (SPD), die sich beide für die Hilfe und das Engagement der Polizei Berlin bedankten.

### Covid-19-Pandemie
2020 berichtete Lejeune von einer sogenannten „Hygienedemo“ in Berlin gegen die Schutzmaßnahmen zur COVID-19-Pandemie in Deutschland. 2020 machte Lejeune ein geheimes Treffen von Michael Ballweg und Peter Fitzek in einem Wöhlsdorfer Restaurant öffentlich. Die „Ostthüringer Zeitung“ berichtete: „Nach dem ‚Arbeitstreffen‘ hat sich Martin Lejeune per Youtube-Video von dem Treffen im Wöhlsdorfer Restaurant ‚Hacienda Mexicana‘ distanziert.“ Während des Treffens recherchierte Lejeune, dass das Restaurant von Reichsbürgern illegal betrieben wird. Die „Ostthüringer Zeitung“ berichtete: „Wie der Journalist Martin Lejeune dieser Redaktion erklärte, habe das Restaurant zum Zeitpunkt des Treffens und auch gegenwärtig keine Gewerbegenehmigung. Nach der Berichterstattung hat das zuständige Landesamt das Restaurant geschlossen.“
Im Oktober 2021 distanzierte er sich von der Führung der „Querdenker“-Bewegung und kritisierte sie scharf, weil sie in der Corona-Pandemie gar keine Lösung wolle: „Dann würde ja ihr Geschäftsmodell enden, zu dem dieser Maßnahmenprotest geworden ist“, sagte Lejeune gegenüber Medien. Lejeunes Kritik an der „Querdenker“-Bewegung sorgte für „Entsetzen“ in der Szene.

### Kontroversen
Während des Gaza-Konflikts 2014 wurde Lejeune vorgeworfen, er übernehme in seiner Berichterstattung die Positionen der Terrororganisation Hamas.  Wegen Zweifeln an seiner Unabhängigkeit stornierte das Deutschlandradio Aufträge. Zudem stellte sich die Aussage Lejeunes als falsch heraus, er sei zwischen 7. Juli 2014 und 3. August 2014 der einzige deutsche Journalist im Gazastreifen gewesen, weil die fest angestellten Korrespondenten deutscher Medien aus Sicherheitsgründen nicht dorthin reisen durften.

Zum Eklat kam es dann, nachdem Lejeune in seinem Blog einen später mehrfach geänderten Beitrag über die Hinrichtung von angeblichen Kollaborateuren veröffentlicht hatte: In einem an den Orten der Hinrichtungen verteilten Brief heiße es, die 18 Beschuldigten seien ohne die Ausübung von Zwang oder Gewalt befragt worden und hätten Geständnisse abgelegt. 

„Von den 18 hatten sehr viele Kollaborateure allerdings schon vor Ausbruch der Operation Protective Edge ihr Todesurteil erhalten, verhängt durch ordentliche palästinensische Gerichte. Alles ganz legal. […] am Freitag ist sie halt vollstreckt worden. […] Die betroffenen Familien wurden diskret informiert und die Kinder der 18 werden wie die Kinder von Märtyrern behandelt, also finanziell und sozial versorgt. Das alles ist sehr sozial abgelaufen.“

 Im Medienmagazin Meedia schrieb Stefan Winterbauer, Lejeune mache sich „auf unerträgliche Weise die Sicht der Hamas zu eigen“. Der taz-Journalist Pascal Beucker schrieb: „Es gibt Journalisten, die als Kriegsberichterstatter arbeiten. Und es gibt schreibende Kombattanten.“ In Cicero schrieb Petra Sorge, der freie Journalist skizziere protokollartig, fast im Bürokratendeutsch, die terroristische Tötungsmaschinerie. Er hinterfrage nicht, ob die Gerichte überhaupt legitimiert seien.
Ende Mai 2016 begleitete Lejeune, nach eigenem Bekunden als Journalist, einen Hilfskonvoi des salafistischen Vereins Ansaar International bis an die syrische Grenze. In seinen ausschließlich in sozialen Netzwerken veröffentlichten Beiträgen verteidigte er die Arbeit des Vereins, der 2021 wegen Terrorfinanzierung verboten wurde. Als er im November 2016 eine Pressekonferenz von Ansaar International in einem Düsseldorfer Hotel moderieren wollte, wurde ihm Hausverbot erteilt, nachdem er zuvor in einem Video Zweifel am Holocaust geäußert und erklärt hatte, er könne nur den palästinensischen Betroffenen der Waldbrände in Israel 2016 Rettung wünschen, nicht aber den Juden. Die Brände seien die „Strafe Gottes für das Verbot des Gebetsrufes“. Später entschuldigte er sich öffentlich; er habe keine Zweifel an der grausamen Vernichtung von Millionen Juden durch die Deutschen.
Danach distanzierte er sich deutlich von seiner Äußerung über die Waldbrände: „Ich entschuldige mich von ganzem Herzen für meine unbedachten Äußerungen zu den Waldbränden in Israel. Ich freue mich, daß das Feuer mittlerweile wieder unter Kontrolle ist. Gott Sei Dank haben die Waldbrände kein einziges Menschenleben gekostet.“
Im April 2018 beendete die der türkischen Regierungspartei AKP nahestehende Zeitung Sabah die Zusammenarbeit mit Lejeune, nachdem er in einer Twitter-Nachricht behauptet hatte, Staatspräsident Erdoğan werde nach der Neuwahl des Präsidenten im Juni die säkulare Republik beenden und das Kalifat einführen.

## Aktivismus
Nach dem Gaza-Konflikt 2014 trat Lejeune bis 2016 für pro-palästinensische Anliegen ein; nach dem Putschversuch in der Türkei 2016 unterstützte und verteidigte Lejeune bis 2017 die Politik des türkischen Staatspräsidenten Erdoğan und seiner Partei AKP. Einige seiner Aussagen und Aktionen wirkten kontrovers und sorgten für Aufsehen. Daher wurde ihm Ende 2017 für seinen politischen Aktivismus der Negativpreis Goldener Aluhut verliehen; er war der zweite Preisträger, der ihn selbst in Empfang nahm.

### Pro-palästinensischer Aktivismus
Lejeune war 2015 Redner auf den Al-Quds-Tags-Kundgebungen in London und in Berlin; auch 2016 sprach er in Berlin. Dabei bezeichnete er das israelische Vorgehen im Gazastreifen als Völkermord. 2016 verteilte er unter den Teilnehmern in Berlin einen Fragebogen, in dem unter anderem nach der Haltung zur Israel-Politik der Bundesregierung, zum Alkohol-Konsum im öffentlichen Raum und zur Beteiligung von weltlichen Gerichten in Familienangelegenheiten gefragt wurde.
Für den 8. Juli 2016 hatte Lejeune eine Kundgebung in der Nähe des Holocaust-Mahnmals in Berlin angekündigt. Dabei wollte er die Namen von „2200 getöteten Palästinensern“ des Gaza-Konflikts 2014 verlesen. Nach öffentlicher Kritik wurde die Veranstaltung im Namen des Berliner Polizeipräsidenten am geplanten Ort verboten und Lejeune stattdessen die Straßenkreuzung Wilhelmstraße/Behrenstraße vor der britischen Botschaft zugeteilt.
Ab 2021 nahm er für zwei Jahre an dem Aussteiger-Programm Exit teil und sagte sich in der Folge von seinem pro-palästinensischen Aktivismus los.

### Aktivismus für den türkischen Staatspräsidenten Erdoğan
Als Redner auf einer Großkundgebung in Köln lobte er die Türken Ende Juli 2016 als „Retter der Demokratie in Europa“ und beschuldigte die deutschen Medien der Hetze gegen die Türkei und gegen den Islam. Bei der Wahl zum Abgeordnetenhaus von Berlin 2016 trat er für das Erdoğan-nahe Bündnis für Innovation und Gerechtigkeit (BIG) im Wahlkreis Neukölln 3 an. Er erreichte mit 73 Stimmen 0,4 Prozent und damit 3,0 Prozentpunkte weniger als der BIG-Bewerber bei der vorangegangenen Wahl.
Beim Berliner Halbmarathon im April 2017 versuchte er Teilnehmer in Gespräche zu verwickeln, die während des Laufs Solidaritäts-T-Shirts für den damals in der Türkei inhaftierten Journalisten Deniz Yücel trugen. Lejeune trug dabei ein T-Shirt, aus dem er den Solidaritätsaufruf für Yücel herausgeschnitten hatte, und hielt den Angesprochenen ein Erdoğan-Poster entgegen. Auf einem später in sozialen Netzwerken veröffentlichten Video ist zunächst zu sehen, wie Lejeune mit zerbrochener Brille und einer leichten Verletzung im Nasenbereich die Laufstrecke verlässt und dann Polizeibeamten laut rufend „Nazi“- bzw. „Stasi-Methoden“ unterstellt.
Anlässlich der Eröffnung des Strafprozesses gegen Yücel in Istanbul im Jahre 2018 entschuldigte er sich bei Yücel. 2021 kritisierte Lejeune in seinem Interview mit t-online die Erdoğan-Regierung für ihre „autoritären Strukturen“.
Vor allem bei Twitter sorgt Lejeune wiederholt mit kontroversen Äußerungen für Aufsehen. So behauptete er nach Unwetterschäden in der Türkei im Juli 2017 auf Twitter, „die Mächte [mißbräuchten] die #Türkei als Experimentier-Labor für ihre kranken Wetter-Manipulationen, um dem türkischen Volk Schaden zu zufügen.“ Den Tod der im Oktober 2017 durch einen umgestürzten Baum ums Leben gekommenen Journalistin Sylke Tempel, die für ihre Türkei-Analysen bekannt wurde, bezeichnete er als „gerechte Strafe Gottes“; „die Gebete der Muslime“ seien erhört worden. Kurz nach Veröffentlichung des Postings bat Lejeune die Angehörigen von Tempel um Verzeihung. Die „Deutsche Welle“ berichtete über Lejeunes Entschuldigung, er habe „'unüberlegt reagiert und unwissend Worte verwendet'. Er bereue seinen Tweet und entschuldige sich bei allen Betroffenen; der ursprüngliche Tweet … wurde gelöscht.“